# Wolfgang Horn (Gartenbauwissenschaftler)
Wolfgang Horn (* 5. Oktober 1925 in Braunschweig; †  6. September 2018 in Freising) war ein deutscher Gartenbauwissenschaftler, Zierpflanzenzüchter und Hochschullehrer.

## Leben und Wirken
Horn absolvierte ein humanistisches Gymnasium in seiner Geburtsstadt Braunschweig. Er beantragte am 23. Januar 1943 die Aufnahme in die NSDAP und wurde zum 20. April desselben Jahres aufgenommen (Mitgliedsnummer 9.473.647). Vermutlich im selben Jahr trat er der Waffen-SS bei. Horn leistete zwei Jahre Dienst im Zweiten Weltkrieg, wurde verwundet und geriet in Gefangenschaft. Nach einer Gärtnerlehre studierte er Gartenbauwissenschaften an den Technischen Universitäten Hannover und Berlin. Anschließend promovierte er an der TU Berlin am Institut für Vererbungs- und Züchtungsforschung (Prof. Hans Kappert) zum Dr. agr. Von 1956 bis 1962 war er Forschungsassistent in Stellenbosch (Südafrika) und befasste sich mit der Nutzung von Wildarten für die Zierpflanzenzüchtung.
1964 habilitierte er sich an der TU Hannover für das Fach Angewandte Genetik und erhielt hier 1967 eine außerplanmäßige Professur. 1977 wurde er als ordentlicher Professor auf den Lehrstuhl für Zierpflanzenbau mit dem Lehrgebiet Gartenbauliche Pflanzenzüchtung an die Technische Universität München-Weihenstephan (TUM) in Freising berufen. Diese Aufgabe führte er bis zu seiner Emeritierung im Jahre 1992 aus. Danach war er noch weiter in Forschung, Lehre und durch wissenschaftliche Veröffentlichungen tätig.

## Ehrenämter
Horn war langjähriger Herausgeber der Fachzeitschrift „Pflanzenzüchtung“ (später Plant Breeding), engagierte sich in internationalen Projekten, wissenschaftlichen Gesellschaften sowie in Gremien der TU München, hier auch als Dekan der damaligen Fakultät Landwirtschaft und Gartenbau. Nach der politischen Wende nahm er Einfluss auf die Neuordnung der Gartenbauforschung in den neuen Bundesländern.

## Hauptwerk
- Zytologische und genetische Untersuchungen an dem polyploiden Artbastard Viola tricolor maxima hort. Diss. TU Berlin, Fak. für Landbau, 1955
- Pelargonien: Geschichte, Kultur, Wirtschaftlichkeit und Züchtung. Von R. Maatsch,  unter Mitarbeit von W. Horn, Parey Berlin und Hamburg, 1977
- Vier Jahrzehnte miterlebte Genetik. Von Hans Kappert, hrsg. von W. Horn und  Günter Wricke, Parey Berlin und Hamburg, 1978.
- Pflanzenzüchtung; Züchtung von Gemüse, Obst und Zierpflanzen v. Hermann Kuckuck, 2. erw. Aufl. mit W. Horn, Parey Berlin und Hamburg, 1979
- Geschichte der deutschen gartenbaulichen Pflanzenzüchtung. In: G. Franz: Geschichte des deutschen Gartenbaues, Ulmer Stuttgart, 1984, S. 455–482
- Wolfgang Hornː Zierpflanzenbau. Parey Berlin, 1996, 662 S., 292 Abb.
- Über 70 wissenschaftliche Publikationen

## Ehrungen
Wolfgang Horn erhielt in Anerkennung seiner herausragenden Leistungen am 28. Januar 2000 durch den Fachbereich Gartenbau der Universität Hannover die Auszeichnung als Ehrendoktor.

## Würdigung
Horn befasste sich mit vor allem mit
- gartenbaulicher Pflanzenzüchtung (besonders bei Zierpflanzen),
- angewandter Pflanzenphysiologie und
- der Kultur von pflanzlichen Geweben.

Das brachte ihm auch internationale Anerkennung ein. Viele seiner Züchtungserfolge fanden den Weg in die Praxis. Als Autor und Herausgeber von Publikationen setzte er neue Standards in seinem Fachgebiet.